# 沪邵高速动车组列车
沪邵高速动车组列车是中国铁路运行于直辖市上海市上海虹桥站及湖南省邵阳市邵阳站的高速动车组列车，途经上海市、浙江省、江西省、湖南省一市三省，运营里程1296公里，现由上海局集团上海客运段担当。其中上海虹桥站至邵阳站运行7小时29分，使用车次为G1341次，邵阳站至上海虹桥站运行7小时33分，使用车次为G1350次。

## 历史
2016年1月10日，全国实施新一轮列车调图。配合娄邵铁路开通，新增上海虹桥站至邵阳站G2365/2366次列车。
2025年7月1日，配合沪昆高铁杭州至长沙段达速运营，本对列车车次调整为G1341/1350次。

## 使用列车
本对列车使用配属于上海局集团上海虹桥动车运用所的CR400BF-A。